# Giannantonio Sperotto
Giannantonio Sperotto (Breganze, 7 novembre 1950) è un ex calciatore italiano, di ruolo attaccante.
È stato un centravanti che ha segnato reti in Serie A, Serie B e Serie C; in carriera ha cambiato numerose squadre (praticamente una in ogni stagione), cosa poco consueta nel calcio degli anni 1970.

## Carriera
Cresce nel Lanerossi Vicenza con cui debutta in Serie A a poco più di 18 anni, il 29 gennaio 1969, in Torino-L.R. Vicenza (1-0); in quella stagione totalizzerà 3 presenze in massima serie. Nel 1970 inizia a girare per i campi di Serie C: prima va all'Udinese (segnando 11 gol), poi al Siracusa (segna altre 11 reti) e infine alla Lucchese (8 gol).
Nel 1973 passa all'Avellino, in Serie B, dove segna 8 reti in 34 partite. Dall'anno successivo torna a calcare i campi della massima serie: prima passa al Varese (5 gol in 26 incontri), poi al Napoli (10 gettoni e 1 rete), al Catanzaro (2 gol in 20 partite) e alla Roma (7 partite senza reti).
Nel 1978 torna a calcare i campi della terza serie trasferendosi alla Reggiana. A causa di frequenti infortuni, opta per la chiusura della carriera a meno di trent'anni.

## Palmarès
- Coppa Italia: 1

Napoli: 1975-1976